# Sérgio Luiz Donizetti
Sérgio Luiz Donizetti, född den 9 juli 1964 i São Paulo, Brasilien, är en brasiliansk fotbollsspelare som tog OS-silver i fotbollsturneringen vid de olympiska sommarspelen 1988 i Seoul.